# Коммунальная авария

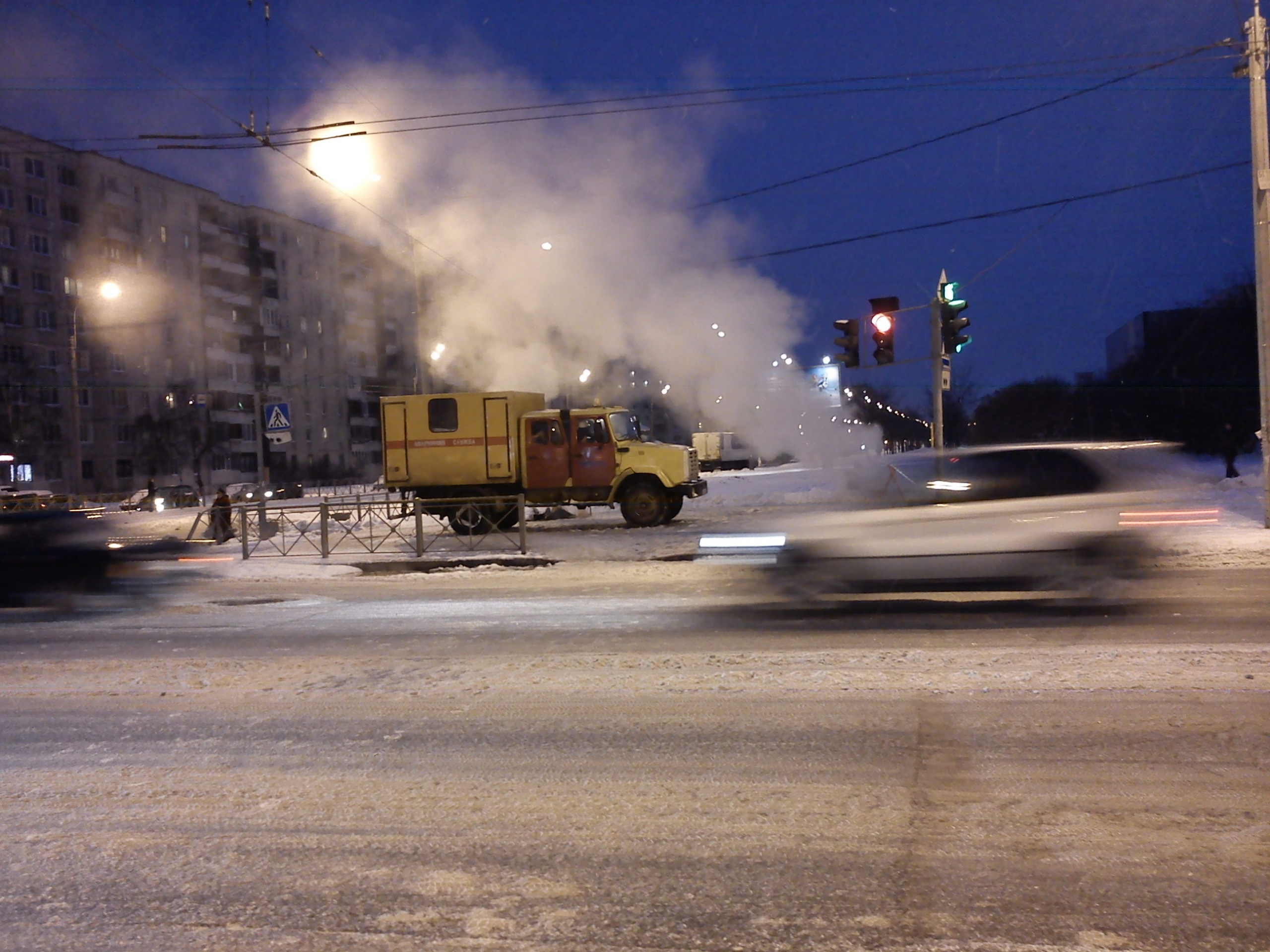
Коммунальная авария в Купчине (Санкт-Петербург)

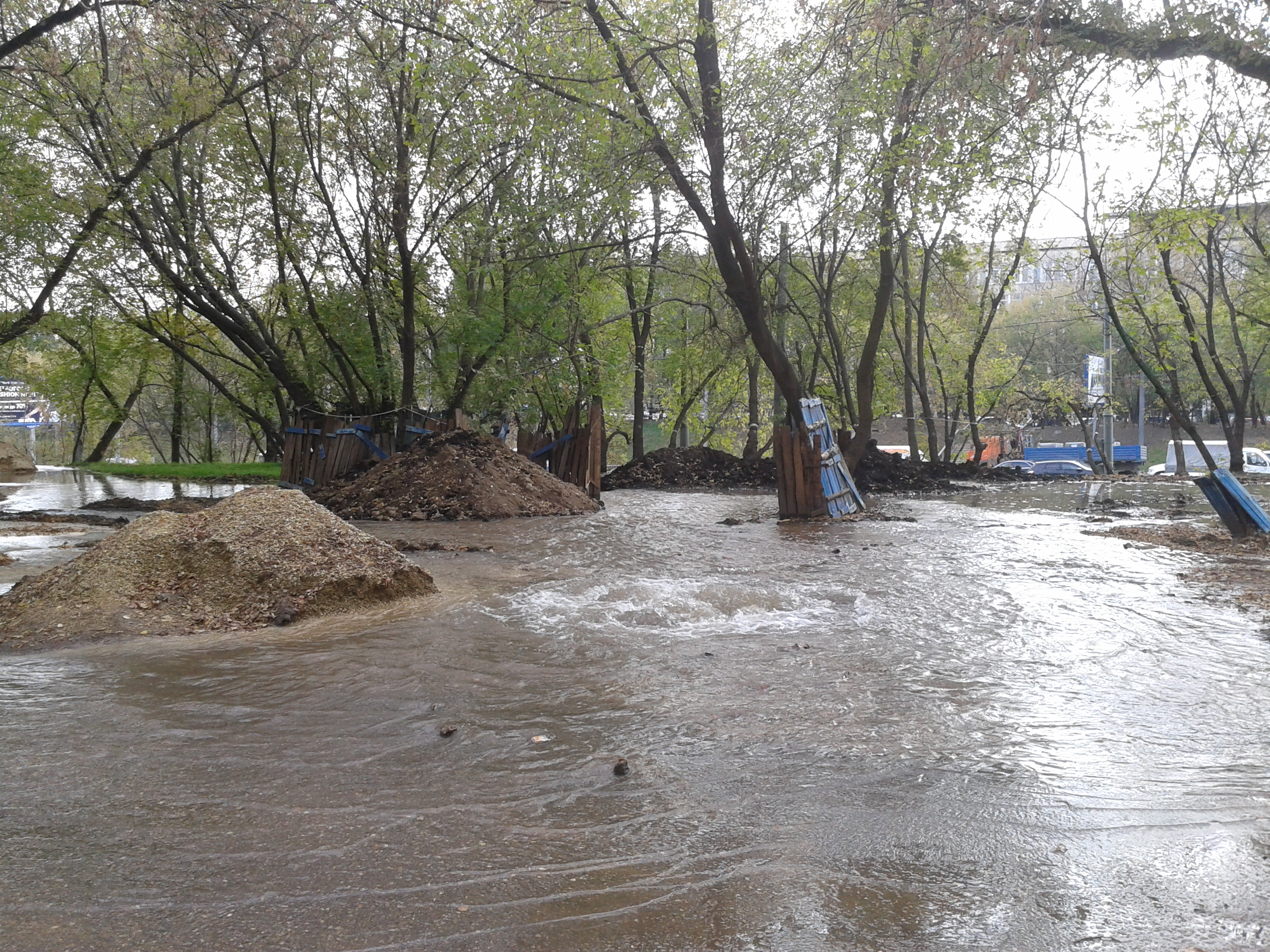
Прорыв водопроводной трубы в Москве

Коммуна́льная ава́рия — авария, вызывающая сбой в обеспечении населения жилищно-коммунальными услугами. Как правило, является следствием прорыва трубопровода, обеспечивающего подачу воды и тепла.

## Причины коммунальных аварий
- Гидроудар
- Изношенность труб
- Перепады температуры.

## Последствия
Коммунальная авария может привести к травмированию или даже гибели людей, попавших в промоину с кипятком. Также она может создать помехи работе городского транспорта вследствие затопления проезжей части дороги. В зимнее время коммунальные аварии могут спровоцировать ДТП. Одним из следствий коммунальных аварий может стать закрытие детских садов и школ, оказавшихся в зоне бедствия.